# James Duncan
James Duncan Anderson (Londra, maggio 1977) è un batterista inglese.

## Biografia
James Duncan è un batterista progressive rock e produttore inglese. Suona in diverse occasioni nel gruppo Jethro Tull. È il figlio di Ian Anderson, leader del gruppo rock.
Partecipò per la prima volta ai progetti del Jethro Tull incidendo l'album The Jethro Tull Christmas Album (2003) e Ian Anderson Plays the Orchestral Jethro Tull (2005). In seguito prese parte alla produzione artistica dei dischi solisti del padre Thick as a Brick 2 (2012), Homo Erraticus (2014) e Thick as a Brick - Live in Iceland (2014), lasciando il ruolo di batterista a Scott Hammond. È tornato a suonare la batteria dei Jethro Tull nel disco Curious Ruminant (2025).